# Le Vieux Musicien
Le Vieux Musicien est une peinture à l'huile sur toile réalisée par le peintre français Édouard Manet en 1862, à une époque où l'artiste est influencé par l'art espagnol. Le tableau trahit également l'influence de Gustave Courbet. Cette œuvre est une des toiles les plus imposantes et les plus complexes des débuts de Manet. Elle est conservée à la National Gallery of Art de Washington, DC

## Description
Le tableau est composé de sept personnages dans un paysage. Le vieux musicien au centre, qui se prépare à jouer du violon est Jean Lagrène, le chef d'un groupe local de gitans. À gauche, une jeune fille se tient debout avec un bébé dans ses bras, ainsi que deux jeunes garçons. Au fond, l'homme au haut-de-forme est le chiffonnier et quincaillier Colardet. A droite, l'homme oriental (en partie représenté) avec un turban et une longue robe, figure Guéroult, un « Juif errant ».

## Analyse
Les attitudes et les vêtements des personnages semblent inspirés de Diego Velázquez ou de Louis Le Nain,.
Le tableau contient une série d'allusions : l'homme au haut-de-forme est le même personnage que Le Buveur d'absinthe, peint par Manet quelques années plus tôt et qui réapparaît dans ce tableau sans raison particulière. Le jeune garçon au chapeau de paille, quant à lui, est explicitement inspiré du Pierrot d' Antoine Watteau.
L'homme barbu n'est pas sans rappeler le Ménippe de Diego Vélasquez. Il s'agit de Jean Lagrène, né à Riperswiller (Bas-Rhin), patriarche d'une famille manouche installée à Paris qui figurera aussi dans la série de portraits académiques photographiques réalisés autour de 1865,. 